# Safran (couleur)
Cet article court présente un sujet plus développé dans : Jaune.
Pour les articles homonymes, voir Safran.

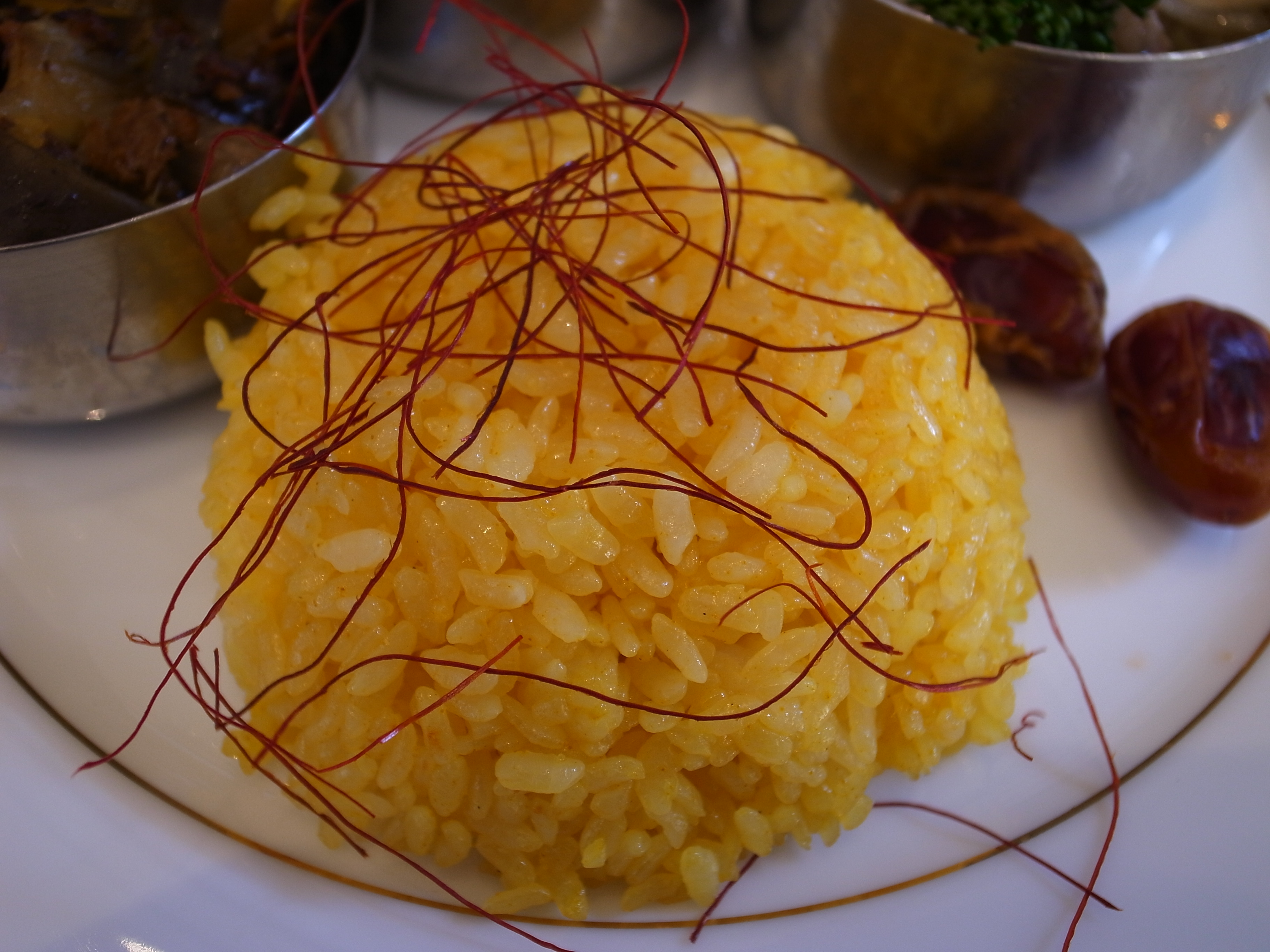
Riz coloré au safran.

Safran est un nom de couleur en usage dans l'habillement et la décoration, désignant une teinte jaune orangé d'après celle de l'épice safran.

## Pigment de safran
Le safran, épice fort colorante, mais chère, a été employé en teinture, mais fut rapidement concurrencé par d'autres produits naturels comme le curcuma. À l'état de poudre sèche, le safran est rouge écarlate ; soluble dans l'alcool et dans les alcalis, elle donne une couleur jaune
Il fut utilisé en enluminure, où les commanditaires en payaient le prix. Employé pur, lié au blanc d'œuf, il donnait un jaune transparent, vif et pur. Cependant, au XVIIe siècle, Théodore de Mayerne appelle safran un rouge de Mars.
C'est donc l'usage culinaire du safran qui donne la référence pour la couleur safran.

## Couleur safran
Dauthenay donne en 1905 le Jaune de cadmium foncé et le Jaune de cadmium orange du marchand de couleurs Bourgeois pour synonymes des quatre tons de Jaune safran, qu'il place entre le Jaune de cadmium et le Jaune Coq-de-Roche

## Robe safran

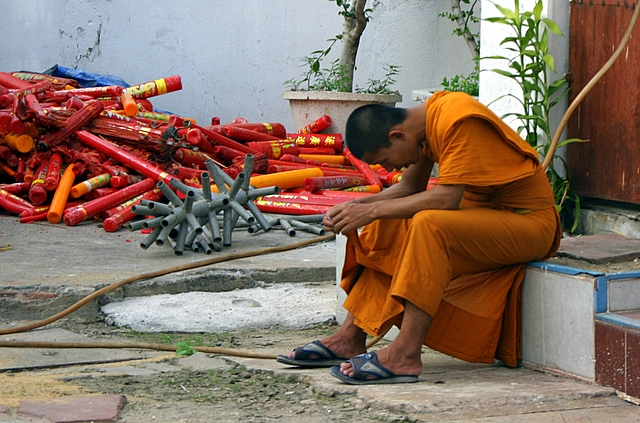
Moine bouddhiste.

La robe de moine bouddhiste est souvent décrite comme de couleur safran ; le nom de couleur est attesté à la même époque dans le domaine de la mode.
Cependant, pour de nombreux courants religieux, l'état de moine est un renoncement, et ceux qui s'y engagent s'abstiennent des couleurs vives, au profit de teintes ternes et de nuance indéterminée, ce qui s'oppose aux safran de la mode, qui sont le plus souvent des jaunes-orangé assez vifs, car sinon on parlerait de jaune moutarde.